# Tethyopsis
Tethyopsis é um gênero de esponja marinha da família Ancorinidae.

## Espécies
- Tethyopsis brondstedi (Burton, 1929)
- Tethyopsis calcifera (Bergquist, 1968)
- Tethyopsis columnifer Stewart, 1870
- Tethyopsis dubia Wilson, 1925
- Tethyopsis longispinus (Lendenfeld, 1907)
- Tethyopsis mortenseni (Brøndsted, 1924)
- Tethyopsis patriciae (Lévi, 1993)
- Tethyopsis plurima (Pulitzer-Finali, 1993)
- Tethyopsis radiata (Marshall, 1884)